# Petra Kronberger
Petra Kronberger, född 12 februari 1969 i Pfarrwerfen i Österrike, är en österrikisk utförsåkare. 
Petra vann totala världscupen 1990, 1991 och 1992 samt slalomcupen 1991. Hon tog totalt 16 världscupsegrar och är en av väldigt få åkare som vunnit en världscupseger i alla fem alpina discipliner.
Vid olympiska vinterspelen 1992 i Albertville vann hon guld i slalom och kombination.